# Elmar Brok
Elmar Brok (Verl, 14 mei 1946) is een Duits Europarlementariër sinds 1980. Hij is lid van de CDU en maakt als lid van de Europese Volkspartij deel uit van de EVP-fractie. Hij is sinds 2012 de huidige voorzitter van het Comité voor Buitenlandse Zaken en was eerder lid van de Conventie over de Toekomst van Europa en van het Comité voor Consitutionele Zaken. Brok is een groot voorstander van een federaal Europa

## Europees Parlement
Brok studeerde rechten en politicologie in Duitsland en aan de Universiteit van Edinburgh. Daarna werkte hij als radiojournalist en correspondent.
Na verschillende nationale mandaten te hebben opgenomen binnen de CDU, werd hij in 1980 Europees parlementslid. Hij was vicevoorzitter van Bertelsmann en kwam zo in opspraak voor lobbyactiviteiten, die later verhinderd werden door de Europese Commissie. Later kreeg hij ook kritiek op het ontbreken van parlementaire activiteit. Helmut Kohl beschreef zijn verdiensten met: "geboren, getrouwd, Europarlementslid". Brok antwoordde door te stellen dat politiek voor hem geen beroep, maar een hobby was.
Als lid van de conventie over de Toekomst van Europa en van het Comité voor Consitutionele Zaken was hij nauw betrokken bij de totstandkoming van de Europese Grondwet, dat later grotendeels door het Verdrag van Lissabon werd overgenomen. Hij steunt ook de Spinelli-groep en is sinds 2013 voorzitter van de Union of European Federalists.

## Femen-aanval
Op 21 maart 2013 werd hij aangevallen door vrouwenrechtenactiviste en stichtster van FEMEN, Alexandra Shevchenko. Hij werd uit het Europees Parlement gelokt voor een zogezegd telefonisch interview. Femen beschuldigt Brok van het bezoeken van Oekraïense prostituees en het beledigen van vrouwen. Volgens Femen waren de beschuldigingen gebaseerd op betrouwbare bronnen, maar ze weigerden deze vrij te geven. De Europese dienst voor extern optreden kwam tussenbeide en ontkende alle aanklachten, met als bewijs Brok's drukke aggenda tijdens het bezoek. Shevchenko werd gearresteerd, maar Brok diende geen klacht in.